# Élections municipales de 1994 à Montréal
Les élections municipales de 1994 à Montréal se déroulent le 6 novembre 1994. Le maire sortant, Jean Doré du Rassemblement des citoyens de Montréal (RCM), est défait par l'ancien haut fonctionnaire Pierre Bourque qui fonda le parti Vision Montréal dans le but de dénoncer la stagnation de l'administration Doré. Parmi les autres principaux opposants, notons l'ancien ministre provincial et maire d'Outremont Jérôme Choquette du nouveau Parti des Montréalais (PM), Yolande Cohen de la Coalition démocratique (CD-MÉ) et Michel Bédard du Parti Éléphant blanc de Montréal (PEBM). Notons que le nouveau Parti des Montréalais (PM) est issue de la fusion avec le Parti civique de Montréal, parti de l'ancien maire Jean Drapeau.
Cette élection amène un conseil municipal majoré d'un conseiller, voyant le nombre de conseillers passer de 50 à 51.

## Campagne

### Soutien de la presse
|             | En 1990 | En 1990    | En 1994 | En 1994            |
| ----------- | ------- | ---------- | ------- | ------------------ |
| The Gazette |         | Jean Doré, |         | Jean Doré,         |
| La Presse   |         | Jean Doré  |         | Jean Doré,         |
| Le Devoir   |         | Jean Doré  |         | Jean Doré (min.) , |

Le journal The Gazette publie le 2 novembre 1994 un éditorial de soutien à la réélection de Jean Doré. L'éditorial pointe que le maire a commis des erreurs (mais moins que dans son premier mandat de 1986 à 1990) notamment au chapitre de la gestion financière. Le journal pointe cependant que le maire a gagné en humilité dans les mois précédent l'élection et que son bilan est très honorable sur le plan des relations avec les communautés composant Montréal et surtout sur le plan éthique, avec une absence de scandale majeur sous son administration.
Finalement le journal rejette l'approche extrême proposée par Jérôme Choquette, et pointe le manque d'expérience de Yolande Cohen et Pierre Bourque mais ajoute que ce dernier pourrait apporter une contribution positive si élu au conseil municipal et le journal pointe la qualité de l'équipe constituée par Vision Montréal en un temps réduit.
La veille de l'élection le journal La Presse par la voix de son éditeur adjoint Claude Masson publie un éditorial de soutien à Jean Doré, tout en pointant que le soutien annoncé est un soutien de raison, « sans grand enthousiasme » fait en l'absence d'un autre candidat aussi expérimenté. Le journal Le Devoir avait la veille soutenu Jean Doré avec réserve, souhaitant que le RCM soit minoritaire au conseil municipal.

## Résultats

### Mairie
| Partis                            | Partis                            | Candidats                         | Vote    | %    |
| --------------------------------- | --------------------------------- | --------------------------------- | ------- | ---- |
|                                   | Vision Montréal                   | Pierre Bourque                    | 135 678 | 46,6 |
|                                   | Rassemblement des citoyens        | Jean Doré (sortant)               | 91 907  | 31,5 |
|                                   | Parti des Montréalais             | Jérôme Choquette                  | 37 214  | 12,8 |
|                                   | Coalition démocratique            | Yolande Cohen                     | 12 737  | 4,4  |
|                                   | Parti éléphant blanc              | Michel Bédard                     | 2 678   | 0,9  |
|                                   | Indépendant                       | Carole Caron                      | 1 433   | 0,5  |
|                                   | Indépendant                       | Jean-Luc Bonspel                  | 973     | 0,3  |
|                                   | Indépendant                       | Glenmore Browne                   | 818     | 0,3  |
|                                   | Indépendant                       | Patricia Métivier                 | 709     | 0,2  |
|                                   | Indépendant                       | Carl Zéphir                       | 438     | 0,2  |
|                                   | Indépendant                       | Marc Rainville                    | 379     | 0,1  |
|                                   |                                   |                                   |         |      |
| Votes valides                     | Votes valides                     | Votes valides                     | 284 964 | 97,8 |
| Bulletins rejetés                 | Bulletins rejetés                 | Bulletins rejetés                 | 6 491   | 2,2  |
| Total                             | Total                             | Total                             | 291 455 | 100  |
| Abstention                        | Abstention                        | Abstention                        | 321 970 | 52,5 |
| Nombre d'inscrits / participation | Nombre d'inscrits / participation | Nombre d'inscrits / participation | 613 425 | 47,5 |

### Conseil municipal

#### Résumé
| Parti | Parti                      | Candidats | Voix    | %     | Sièges | +/- |
| ----- | -------------------------- | --------- | ------- | ----- | ------ | --- |
|       | Vision Montréal            | 51        | 129 445 | 45,39 | 39     | +39 |
|       | Rassemblement des citoyens | 51        | 81 746  | 28,66 | 6      | –35 |
|       | Parti des Montréalais      | 50        | 38 510  | 13,50 | 2      | +1  |
|       | Coalition démocratique     | 50        | 16 994  | 5,96  | 2      | –1  |
|       | Indépendants               | 27        | 16 923  | 5,93  | 2      | +1  |
|       | Parti éléphant blanc       | 18        | 1 562   | 0,52  | 0      | 0   |